# Димче Беловски
Димче Иванов Беловски е югославски партизанин и политик и деец на НОВМ.

## Биография
Роден е на 25 октомври 1923 година в град Щип. През 1941 година става член на СКМЮ, а от 1943 и на МКП. Влиза в НОВМ първоначално като политически комисар на чета, а после и на батальон. От 26 февруари до 6 август 1944 е политически комисар на трета македонска ударна бригада. По-късно е политически комисар на петдесета македонска дивизия на НОВЮ. Делегат е на Първото заседание на АСНОМ. След Втората световна война завършва Висша политическа школа „Джуро Джакович“ в Белград. Преминава през различни длъжности като политически секретар на Областния комитет на МКП за Скопие, секретар на Покрайненския томитет на СКМЮ за Македония. Влиза в ЦК на МКП. Отделно е пратеник в Събранието на Социалистическа република Македония, директор на издателска къща Нова Македония, член на Изпълнителния съвет на СРМ, заместник на постоянния представител на СФРЮ в Ню Йорк, посланик на СФРЮ в Канада, САЩ и представител на СФРЮ в ООН. От 1965 до 1969 година е помощник-държавен секретар на СФРЮ за външните работи. Член е на представителството на ЮКП и секретар на ЦК на ЮКП. Носител на Партизански възпоменателен медал 1941 година.